# Xã Pohocco, Quận Saunders, Nebraska
Xã Pohocco (tiếng Anh: Pohocco Township) là một xã thuộc quận Saunders, tiểu bang Nebraska, Hoa Kỳ. Năm 2010, dân số của xã này là 1.185 người.